# 平安女学院大学
平安女学院大学（へいあんじょがくいんだいがく、英語: Heian Jogakuin (St.Agnes') University）は、日本の私立大学である。京都市上京区に本部を置く。略称は平女（へいじょ）。

## 概観

### 大学全体

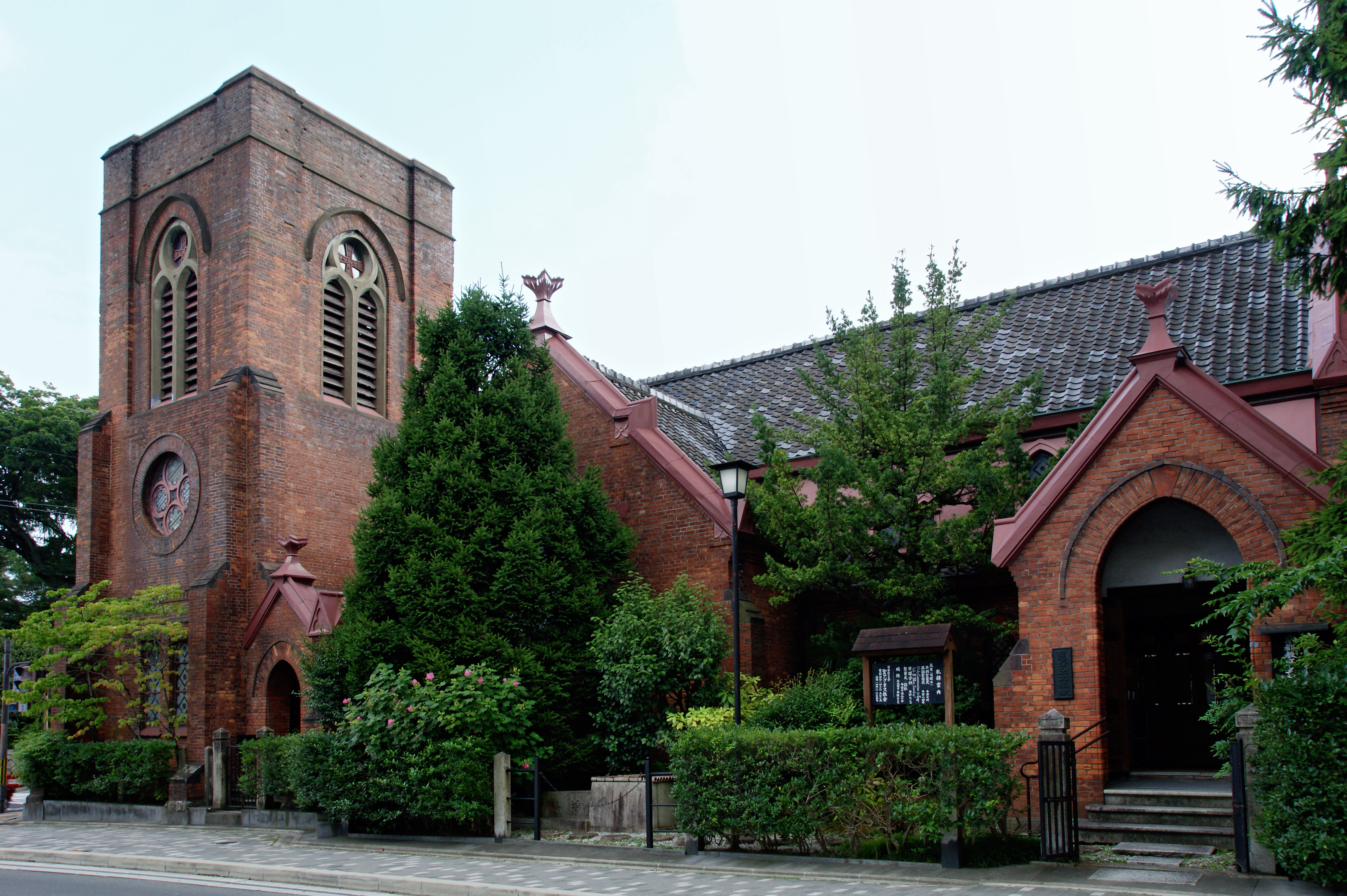
京都キャンパスの聖アグネス教会

京都府京都市と大阪府高槻市にキャンパスがある。日本聖公会系のキリスト教主義学校（ミッション・スクール）。幼保連携型認定こども園の「平安女学院大学附属こども園」は、高槻キャンパスに併設している。

## 沿革

### 略歴
平安女学院大学は2000年に滋賀県守山市に県と市から30数億円の補助金と20数億円の自己資金で設立される。2002年に戦前から続く短期大学を短期大学部に名称変更する。さらに短期大学生活学科を生活環境学部に改組転換した。2005年4月に守山キャンパスを移転し、高槻キャンパスへ統合した。2007年4月、京都キャンパスに国際観光学部を、高槻キャンパスに生活福祉学部を開設した。 

### 年表
- 1875年（明治8年） - Miss Eddy's schoolを大阪川口居留地に開校する。
- 1880年（明治13年） - 校名を照暗女学校に改称する。
- 1894年（明治27年） - 校名を「平安女学院」に改称する。
- 1915年（大正4年） - 高等女学校になる。聖三一幼稚園を開園する。
- 1947年（昭和22年） - 平安女学院中学校を開校する。
- 1948年（昭和23年） - 平安女学院高等学校を開校する。
- 1950年（昭和25年） - 平安女学院短期大学を開学する。
- 2000年（平成12年） - 平安女学院大学を開学（現代文化学部現代福祉学科・同国際コミュニケーション学科）（びわ湖守山キャンパスにて）する。
- 2002年（平成14年） - 平安女学院短期大学生活学科を大学生活環境学部生活環境学科に改組。平安女学院短期大学を平安女学院大学短期大学部へ名称変更する。
- 2005年（平成17年） びわ湖守山キャンパスを高槻キャンパスに統合。現代文化学部を人間社会学部に、現代福祉学科を福祉臨床学科に、生活環境学部生活環境学科を生活環境学部生活環境デザイン学科に改称する。
- 2006年（平成18年） - 人間社会学部国際コミュニケーション学科を同国際観光コミュニケーション学科に改称する。
- 2007年（平成19年） - 京都キャンパスと高槻キャンパスを開設。京都キャンパスに人間社会学部国際観光コミュニケーション学科を改編した国際観光学部国際観光学科を、高槻キャンパスに人間社会学部福祉臨床学科と生活環境学部生活環境デザイン学科を統合再編した生活福祉学部生活福祉学科を設置する。
- 2009年（平成21年） - 生活福祉学部生活福祉学科を子ども学部子ども学科に改組する。
- 2021年（令和3年） - 平安女学院大学短期大学部の学生募集停止。
- 2022年（令和4年） - 平安女学院大学短期大学部を廃止。

## 基礎データ

### 所在地
- 京都キャンパス（京都府京都市上京区武衛陣町221）
- 高槻キャンパス（大阪府高槻市南平台5-81-1）

## 教育および研究

### 組織

#### 学部
- 国際観光学部
  - 国際観光学科
- 子ども教育学部
  - 子ども教育学科

#### 過去にあった学部学科
- 人間社会学部
  - 福祉臨床学科
  - 国際観光コミュニケーション学科
- 生活環境学部
  - 生活環境デザイン学科
- 短期大学部
  - 外国語文化学科
  - 保育科

## 学生生活

### 大学祭
大学祭は平女祭(St. Agnes' Festival)と呼ばれ、模擬店の他にミッション・スクールらしくゴスペルなどのプログラムがある。

### クリスマスカンタータ
キリスト生誕を祝う劇で、毎年クリスマス前に行われている。劇ほかに合唱やハンドベルなどの演目が行われる。また古くから学院内で行われているイベントである。

## 大学関係者と組織

### 大学関係者一覧
- 理事長：毛利憲一
- 学長：松尾光洋

## 対外関係
- 財団法人池坊華道会、財団法人裏千家今日庵、京都市立芸術大学、立命館大学と2008年に京都文化発信を目的に包括協定を締結。

### 国際・学術交流等協定校
- Mills College， The English Center（アメリカ・カリフォルニア州）
- バンクーバーアイランド大学（カナダ・BC州）
- 上海外国語大学（中国・上海市）
- 廈門大学 嘉庚学院（中国・福建省・廈門市）
- アデレード大学（オーストラリア・南オーストラリア州）
- サザンクイーンズランド大学（オーストラリア・クイーンズランド州）
- オークランド工科大学（ニュージーランド・オークランド）
- ワイカト大学（ニュージーランド・ハミルトン）